# Eriksvolde
Eriksvolde, voldsted i Østofte Sogn nær landsbyen Erikstrup, lidt vest for Maribo. Eriksvolde er resterne af en af Danmarks største middelalderborge, bygget 1342-44.
Borgens indre består af to øer på hver knap 20 m. Disse er omgivet af en indre voldgrav, som igen omgives af en dobbeltkronet vold. Mod vest er den dobbelkronede vold på et stykke af ca. 50 m erstattet af en forborg. Uden om den dobbeltkronede vold er en ydre voldgrav, hvorefter der kommer endnu en vold, som dog kun delvis er bevaret. Hele anlægget måler i dag ca. 140x110 meter.
Eriksvolde er ikke omtalt i nogen samtidige skrifter. Vores viden om anlægget baserer sig derfor på udgravninger, specielt en større udgravning i 1977, ledet af Karen Løkkegaard Poulsen. Materiale fra udgravningerne befinder sig på Lolland-Falsters Stiftsmuseum i Maribo.
Ud fra navnet har man tidligere forbundet Eriksvolde med Erik Emune. Men ved udgravningen i 1977 fandt man brostolper, som tydeligvis var sat op da voldgraven blev gravet. Disse muliggjorde en præcis dendrokronologisk datering til 1342-44, altså under Valdemar Atterdag.
Der findes ingen synlige bygningsrester. Ved udgravningen i 1977 fandt man kun to spor af bygningsværker: Under den dobbeltkronede vold rester af et hus brændt kort før opførelsen af borgen. Og på den nordlige inderborg efterladenskaber fra en smedje, som har været i brug i borgens ungdom. Måske har der været flere bygninger af træ, som ikke har kunnet konstateres ved udgravningerne.
Karen Løkkegaard Poulsen nævner muligheden af, at borgen aldrig har været færdigbygget. Hun finder det dog mere sandsynligt, at borgen blev færdig, og var i funktion i en kortere årrække.
Efter at borgen blev opgivet, har den henligget relativt uforstyrret. Ved udgravningerne blev der kun fundet få ting fra de mellemliggende århundreder. Den ydre vold er delvis pløjet væk, og landbruget har også benyttet dynd fra voldgraven. I årene omkring 1900 blev der afholdt skovballer på Eriksvolde med udskænkning på den nordlige og dans på den sydlige borgbanke. Nutidens mange dræninger har sænket vandstanden på Lolland, så der kun er lidt vand i voldgravene.